# Associazione Calcio Riunite Messina 1989-1990
Questa voce raccoglie le informazioni riguardanti l'Associazioni Calcio Riunite Messina nelle competizioni ufficiali della stagione 1989-1990.

## Stagione

Il neoacquisto Igor Protti, erede di Schillaci e migliore marcatore stagionale del Messina.

Nella stagione 1989-1990 il Messina disputa il campionato di Serie B, ottiene 34 punti, di cui 16 nel girone di andata e 18 in quello di ritorno, e si salva grazie ad uno spareggio vinto (1-0) sul Monza. 
Perso Salvatore Schillaci, passato alla Juventus per 6 miliardi di lire, ne prende il posto il giovane Igor Protti, proveniente dalla Virescit, che già ad agosto conquista la maglia da titolare a suon di gol e di ottime prestazioni, rubandola al più esperto Vincenzo Onorato, prelevato dai rivali della Reggina con l'intenzione di sostituire il bomber palermitano. 
Questa annata calcistica è preceduta da una turbolenta estate in cui a luglio Giovanni Galeone, dopo aver accettato la panchina del Messina, la lascia  pochi giorni dopo in quanto insoddisfatto della campagna acquisti conclusa dal presidente giallorosso, per cui Salvatore Massimino è costretto a richiamare in tutta fretta Francesco Scorsa, precedentemente assunto e cacciato dallo stesso presidente in quanto reo di aver criticato in una intervista il suo operato nel calciomercato. Ad agosto, alla vigilia dell'avvio della Coppa Italia, il presidente giallorosso preannuncia un secondo esonero di Scorsa e prova ad offrire nuovamente la panchina a Galeone, ottenendo però un netto rifiuto.
Nonostante le premesse, la stagione comincia comunque nel migliore dei modi, sia in coppa che in campionato, tanto che Scorsa riesce, almeno inizialmente, a conquistare i tifosi messinesi, inizialmente scettici nei suoi confronti. In agosto i giallorossi superano i primi due turni della Coppa Italia, che è ritornata ad eliminazione diretta: nel primo turno il Messina fa fuori il Torino (2-1), la squadra più forte ai nastri di partenza in Serie B; al secondo turno elimina il Cesena, squadra di Serie A, che, pur giocando in casa, subisce dai giallorossi un pesante 4-1. Anche il campionato inizia ottimamente, con un successo esterno (0-1) a Catanzaro ed una vittoria interna sull'Avellino, che lancia il Messina al primo posto solitario della classifica, confermato alla terza giornata col buon pareggio esterno a Reggio Emilia. Grazie a questo brillantissimo avvio il Messina si accredita come sorpresa del torneo, ma poi qualcosa si inceppa ed arrivano alcune pesanti sconfitte anche interne (in particolare con Brescia e Reggina), la squadra scivola in classifica e la piazza inizia a rumoreggiare; così ai primi di novembre, dopo il pareggio interno contro il Licata, Francesco Scorsa viene sostituito con Adriano Buffoni.
Nonostante il cambio alla guida tecnica la squadra peloritana non ritrova più lo smalto di inizio stagione e si mantiene nelle zone basse della classifica, poco al di sopra della zona retrocessione. A gennaio disputa in Coppa Italia il girone che dà accesso alle semifinali, vinto dal Milan davanti all'Atalanta ed al Messina, che subisce un pesante passivo a Milano. In campionato nel girone di ritorno si alternano i soliti alti e bassi, con la squadra che continua a vivacchiare nella zona medio-bassa della classifica, sempre fuori (anche se di poco) dalla zona retrocessione; tuttavia alla penultima giornata, perdendo a Torino, i giallorossi scendono al quartultimo posto insieme al Monza sconfitto a Foggia, mentre dietro di loro già da tempo erano retrocesse Licata, Como e Catanzaro. Nell'ultimo turno di campionato il successo interno di misura ottenuto sul Cagliari già promosso permette al Messina di raggiungere, insieme al Monza vittorioso sul Torino, il Barletta ed il Cosenza, che non vanno oltre il pari esterno. Tuttavia la classifica avulsa tra le quattro squadre a pari punti al quartultimo posto premia proprio i pugliesi ed i calabresi, con Messina e Monza che sono costrette a giocarsi la permanenza allo spareggio, disputato il 7 giugno 1990 a Pescara con un grande seguito di tifosi giallorossi e vinto 1-0 dal Messina. Il gol vittoria è realizzato da Paolo Doni di testa nelle battute iniziali su azione di calcio d'angolo e successivamente i giocatori biancoscudati sono bravi a contenere il Monza senza correre seri pericoli. 
Miglior marcatore di stagione della compagine siciliana è stato il romagnolo Igor Protti con 15 reti realizzate, delle quali 12 in campionato e 3 segnate in Coppa Italia.

## Rosa
| N. |                   | Ruolo | Calciatore        |
| -- | ----------------- | ----- | ----------------- |
|    | Italia (bandiera) | P     | Stefano Ciucci    |
|    | Italia (bandiera) | P     | Roberto Dore      |
|    | Italia (bandiera) | D     | Ugo Bronzini      |
|    | Italia (bandiera) | D     | Stefano Da Mommio |
|    | Italia (bandiera) | D     | Stefano Daniel    |
|    | Italia (bandiera) | D     | Andrea De Angelis |
|    | Italia (bandiera) | D     | Marco De Simone   |
|    | Italia (bandiera) | D     | Paolo Doni        |
|    | Italia (bandiera) | D     | Nicola Losacco    |
|    | Italia (bandiera) | D     | Marco Monza       |
|    | Malta (bandiera)  | D     | Luciano Serra     |
|    | Italia (bandiera) | D     | Paolo Petitti     |
|    | Italia (bandiera) | C     | Gaetano Beninato  |

| N. |                   | Ruolo | Calciatore             |
| -- | ----------------- | ----- | ---------------------- |
|    | Italia (bandiera) | C     | Primo Berlinghieri     |
|    | Italia (bandiera) | C     | Francesco Della Monica |
|    | Italia (bandiera) | C     | Guido Di Fabio         |
|    | Italia (bandiera) | C     | Massimo Ficcadenti     |
|    | Italia (bandiera) | C     | Giuseppe Manari        |
|    | Italia (bandiera) | C     | Giacomo Modica         |
|    | Italia (bandiera) | A     | Alberto Cambiaghi      |
|    | Italia (bandiera) | A     | Massimo Cardelli       |
|    | Italia (bandiera) | A     | Alessandro Zuco        |
|    | Italia (bandiera) | A     | Vincenzo Onorato       |
|    | Italia (bandiera) | A     | Igor Protti            |
|    | Italia (bandiera) | A     | Fabio Romano           |
|    | Italia (bandiera) | A     | Giuseppe Venticinque   |

## Risultati

### Serie B

#### Girone di andata
| Arbitro: | Stafoggia (Pesaro) |

|  |           |                  |
|  | Marcatori | 65’ Berlinghieri |

| Arbitro: | Felicani (Bologna) |

|                             |           |  |
| Ficcadenti 16’ Cardelli 52’ | Marcatori |  |

| Arbitro: | Bruni (Arezzo) |

|                          |           |                        |
| Silenzi 49’ Gabriele 56’ | Marcatori | 18’ Protti 89’ Onorato |

| Arbitro: | Dal Forno |

|  |           |                             |
|  | Marcatori | 40’ Pierleoni 45’ Altobelli |

| Arbitro: | Boemo (Cervignano del Friuli) |

|                                                      |           |  |
| Zannoni 46’ (rig.) Ciocci 57’, 63’, 66’ De Julis 89’ | Marcatori |  |

| Arbitro: | Arcangeli (Terni) |

|                    |           |  |
| Onorato 57’ (rig.) | Marcatori |  |

| Arbitro: | Scaramuzza (Mestre) |

|                  |           |             |
| Berlinghieri 30’ | Marcatori | 68’ Rizzolo |

| Trieste 15 ottobre 1989 8ª giornata | Triestina       | 0 – 0 | Messina | Stadio Pino Grezar\| Arbitro: \| Boggi (Salerno) \| |
| Arbitro:                            | Boggi (Salerno) |       |         |                                                     |

| Arbitro: | Pezzella (Frattamaggiore) |

|  |           |              |
|  | Marcatori | 63’ Simonini |

| Arbitro: | Monni (Sassari) |

|                         |           |              |
| Been 28’ Piovanelli 88’ | Marcatori | 43’ Bronzini |

| Arbitro: | Quartuccio (Torre Annunziata) |

|            |           |             |
| Protti 43’ | Marcatori | 29’ La Rosa |

| Arbitro: | Bizzarri (Ferrara) |

|                               |           |            |
| Signori 21’ Rambaudi 61’, 68’ | Marcatori | 82’ Protti |

| Arbitro: | Frigerio (Milano) |

|                             |           |  |
| Padovano 36’ L. De Rosa 88’ | Marcatori |  |

| Messina 26 novembre 1989 14ª giornata | Messina       | 0 – 0 | Barletta | Stadio Giovanni Celeste\| Arbitro: \| Rosica (Roma) \| |
| Arbitro:                              | Rosica (Roma) |       |          |                                                        |

| Arbitro: | Cinciripini (Ascoli Piceno) |

|          |           |  |
| Pasa 78’ | Marcatori |  |

| Arbitro: | Iori (Parma) |

|                  |           |  |
| Berlinghieri 32’ | Marcatori |  |

| Arbitro: | Bruni (Arezzo) |

|                        |           |                             |
| Pizzi 31’ Apolloni 91’ | Marcatori | 19’ Modica 78’ (aut.) Susic |

| Arbitro: | Cornieti (Forlì) |

|                 |           |  |
| Protti 45’, 83’ | Marcatori |  |

| Arbitro: | Quartuccio (Torre Annunziata) |

|                                 |           |  |
| Cappioli 12’, 54’ Provitali 43’ | Marcatori |  |

#### Girone di ritorno
| Arbitro: | Guidi (Bologna) |

|               |           |  |
| Da Mommio 44’ | Marcatori |  |

| Arbitro: | Scaramuzza (Mestre) |

|             |           |  |
| Cinello 13’ | Marcatori |  |

| Arbitro: | Cinciripini (Ascoli Piceno) |

|               |           |                         |
| De Simone 80’ | Marcatori | 23’ Silenzi 34’ Zanutta |

| Arbitro: | Stafoggia (Pesaro) |

|            |           |            |
| Corini 78’ | Marcatori | 83’ Protti |

| Arbitro: | Bailo (Novi Ligure) |

|                                                 |           |                      |
| Modica 10’ (rig.) Fontana 65’ (aut.) Protti 72’ | Marcatori | 63’ (aut.) De Simone |

| Monza 25 febbraio 1990 25ª giornata | Monza              | 0 – 0 | Messina | Stadio Brianteo\| Arbitro: \| Felicani (Bologna) \| |
| Arbitro:                            | Felicani (Bologna) |       |         |                                                     |

| Pescara 4 marzo 1990 26ª giornata | Pescara           | 2 – 0 | Messina | Stadio Adriatico\| Arbitro: \| Arcangeli (Terni) \| |
| Arbitro:                          | Arcangeli (Terni) |       |         |                                                     |

| Arbitro: | Merlino (Torre del Greco) |

|            |           |  |
| Protti 83’ | Marcatori |  |

| Arbitro: | Dal Forno (Ivrea) |

|  |           |            |
|  | Marcatori | 51’ Protti |

| Messina 25 marzo 1990 29ª giornata | Messina            | 0 – 0 | Pisa | Stadio Giovanni Celeste\| Arbitro: \| Stafoggia (Pesaro) \| |
| Arbitro:                           | Stafoggia (Pesaro) |       |      |                                                             |

| Arbitro: | Beschin (Legnago) |

|            |           |             |
| La Rosa 5’ | Marcatori | 19’ Losacco |

| Arbitro: | Fucci (Salerno) |

|  |           |                 |
|  | Marcatori | 9’, 60’ Signori |

| Arbitro: | Bailo (Novi Ligure) |

|                   |           |  |
| Modica 82’ (rig.) | Marcatori |  |

| Arbitro: | Felicani (Bologna) |

|                                    |           |  |
| Vincenzi 9’ E. Signorelli 74’, 82’ | Marcatori |  |

| Arbitro: | Nicchi (Arezzo) |

|            |           |                            |
| Protti 53’ | Marcatori | 16’ Galderisi 72’ Di Livio |

| Como 13 maggio 1990 35ª giornata | Como                        | 0 – 0 | Messina | Stadio Giuseppe Sinigaglia\| Arbitro: \| Cinciripini (Ascoli Piceno) \| |
| Arbitro:                         | Cinciripini (Ascoli Piceno) |       |         |                                                                         |

| Arbitro: | Luci (Firenze) |

|           |           |            |
| Protti 9’ | Marcatori | 6’ Minotti |

| Arbitro: | Pezzella (Frattamaggiore) |

|                                       |           |  |
| Cravero 53’ E. Rossi 74’ Venturin 90’ | Marcatori |  |

| Arbitro: | Coppetelli (Tivoli) |

|            |           |  |
| Protti 50’ | Marcatori |  |

#### Spareggio salvezza
| Arbitro: | Beschin |

|  |           |            |
|  | Marcatori | 8’ P. Doni |

### Coppa Italia

#### Primo turno
| Arbitro: | Quartuccio (Torre Annunziata) |

|                 |           |               |
| Protti 14’, 26’ | Marcatori | 15’ F. Romano |

#### Secondo Turno
| Arbitro: | Ceccarini (Livorno) |

|            |           |                                                      |
| Domini 24’ | Marcatori | 3’ P. Doni 8’ Berlinghieri 29’ Protti 48’ Ficcadenti |

#### Fase a gironi
| Messina 3 gennaio 1990 1ª giornata | Messina            | 0 – 0 | Atalanta | Stadio Giovanni Celeste\| Arbitro: \| Fabricatore (Roma) \| |
| Arbitro:                           | Fabricatore (Roma) |       |          |                                                             |

| Arbitro: | Trentalange (Torino) |

|                                                                  |           |  |
| Baresi 27’ (rig.), 82’, 86’ (rig.) Borgonovo 58’, 70’ Simone 89’ | Marcatori |  |

## Statistiche

### Statistiche di squadra
| Competizione | Punti | In casa | In casa | In casa | In casa | In casa | In casa | In trasferta | In trasferta | In trasferta | In trasferta | In trasferta | In trasferta | Totale | Totale | Totale | Totale | Totale | Totale | DR  |
| Competizione | Punti | G       | V       | N       | P       | Gf      | Gs      | G            | V            | N            | P            | Gf           | Gs           | G      | V      | N      | P      | Gf     | Gs     | DR  |
| ------------ | ----- | ------- | ------- | ------- | ------- | ------- | ------- | ------------ | ------------ | ------------ | ------------ | ------------ | ------------ | ------ | ------ | ------ | ------ | ------ | ------ | --- |
| Serie B      | 34    | 19      | 9       | 5       | 5       | 18      | 13      | 19           | 2            | 7            | 10           | 10           | 31           | 38     | 11     | 12     | 15     | 28     | 44     | -16 |
| Coppa Italia |       | 2       | 1       | 1       | 0       | 2       | 1       | 2            | 1            | 0            | 1            | 4            | 7            | 4      | 2      | 1      | 1      | 6      | 8      | -2  |
| Totale       |       | 21      | 10      | 6       | 5       | 20      | 14      | 21           | 3            | 7            | 11           | 14           | 38           | 42     | 13     | 13     | 16     | 34     | 52     | -18 |

### Statistiche dei giocatori
| Giocatore       | Serie B  | Serie B | Serie B     | Serie B    | Coppa Italia | Coppa Italia | Coppa Italia | Coppa Italia | Totale   | Totale | Totale      | Totale     |
| Giocatore       | Presenze | Reti    | Ammonizioni | Espulsioni | Presenze     | Reti         | Ammonizioni  | Espulsioni   | Presenze | Reti   | Ammonizioni | Espulsioni |
| --------------- | -------- | ------- | ----------- | ---------- | ------------ | ------------ | ------------ | ------------ | -------- | ------ | ----------- | ---------- |
| G. Beninato     | 2        | 0       | ?           | ?          | -            | -            | -            | -            | 2        | 0      | 0+          | 0+         |
| P. Berlinghieri | 30+1     | 3       | ?           | ?          | 3            | 1            | ?            | ?            | 34       | 4      | ?           | ?          |
| U. Bronzini     | 24       | 1       | ?           | ?          | 4            | 0            | ?            | ?            | 28       | 1      | ?           | ?          |
| A. Cambiaghi    | 28+1     | 0       | ?           | ?          | 2            | 0            | ?            | ?            | 31       | 0      | ?           | ?          |
| M. Cardelli     | 19       | 1       | ?           | ?          | 3            | 0            | ?            | ?            | 22       | 1      | ?           | ?          |
| S. Ciucci       | 38+1     | -44     | ?           | ?          | 2            | -2           | ?            | ?            | 41       | -46    | ?           | ?          |
| S. Da Mommio    | 33+1     | 1       | ?           | ?          | 4            | 0            | ?            | ?            | 38       | 1      | ?           | ?          |
| S. Daniel       | 5        | 0       | ?           | ?          | -            | -            | -            | -            | 5        | 0      | 0+          | 0+         |
| A. De Angelis   | 1        | 0       | ?           | ?          | -            | -            | -            | -            | 1        | 0      | 0+          | 0+         |
| M. De Simone    | 29+1     | 1       | ?           | ?          | 2            | 0            | ?            | ?            | 32       | 1      | ?           | ?          |
| G. Di Fabio     | 35+1     | 0       | ?           | ?          | 4            | 0            | ?            | ?            | 40       | 0      | ?           | ?          |
| P. Doni         | 32+1     | 0+1     | ?           | ?          | 3            | 1            | ?            | ?            | 36       | 2      | ?           | ?          |
| R. Dore         | -        | -       | -           | -          | 2            | -6           | ?            | ?            | 2        | -6     | 0+          | 0+         |
| M. Ficcadenti   | 27+1     | 1       | ?           | ?          | 4            | 1            | ?            | ?            | 32       | 2      | ?           | ?          |
| N. Losacco      | 28+1     | 1       | ?           | ?          | 4            | 0            | ?            | ?            | 33       | 1      | ?           | ?          |
| G. Manari       | 18       | 0       | ?           | ?          | 2            | 0            | ?            | ?            | 20       | 0      | ?           | ?          |
| G. Modica       | 35+1     | 2       | ?           | ?          | 3            | 0            | ?            | ?            | 39       | 2      | ?           | ?          |
| M. Monza        | 15+1     | 0       | ?           | ?          | 1            | 0            | ?            | ?            | 17       | 0      | ?           | ?          |
| V. Onorato      | 23       | 2       | ?           | ?          | 1            | 0            | ?            | ?            | 24       | 2      | ?           | ?          |
| P. Petitti      | 23+1     | 0       | ?           | ?          | 2            | 0            | ?            | ?            | 26       | 0      | ?           | ?          |
| I. Protti       | 35+1     | 12      | ?           | ?          | 4            | 3            | ?            | ?            | 40       | 15     | ?           | ?          |
| F. Romano       | 3        | 0       | ?           | ?          | 1            | 0            | ?            | ?            | 4        | 0      | ?           | ?          |
| L. Serra        | 6        | 0       | ?           | ?          | -            | -            | -            | -            | 6        | 0      | 0+          | 0+         |
| G. Venticinque  | 1        | 0       | ?           | ?          | -            | -            | -            | -            | 1        | 0      | 0+          | 0+         |